# Cass Elliot
Ellen Naomi Cohen vagy Mama Cass (Baltimore, Maryland, 1941. szeptember 19. – London, 1974. július 29.) amerikai énekesnő. A hatvanas-hetvenes évek egyik legnépszerűbb női előadója volt. Hatalmas sikereket ért el mind szólókarrierjében, mind pedig a The Mamas & The Papas nevű együttessel.

## A kezdetek
Ellen Cohen 1941. szeptember 19-én született a Maryland állambéli Baltimore-ban. A Virginia állambéli Alexandriában nevelkedett édesanyjával, aki egy vegyesboltban dolgozott mint eladó. A középiskola során adta magának a Cass nevet ugyanis megtetszett neki Peggy Cass neve. Az Elliot nevet pedig egy barátja emlékére vette fel. (A Cass nevet azonban nem a Cassandra becézéseként használta.)
Az The Boy Friend c. filmben kezdte bontogatni szárnyait, ahol egy rövidke betétdalt énekelt; ezt persze az iskola mellett tette. 1962-ben, nem sokkal a főiskolai tanulmányai befejezése előtt New Yorkba utazott, ahol feltűnt a The Music Man c. filmben Barbra Streisand oldalán.
A filmes szereplést követően nem akart visszamenni Washingtonba tanulni, helyette inkább szólókarrierbe fogott. Ez csupán 1963-ig tartott, amikor ugyanis Tim Rose-zal és John Brownnal megalakították a The Big Three nevet viselő együttest. A csapat eredetileg a The Triumvirate neven forrott össze, de ezt hamar lecserélték. Az első nagy sikerű daluk a Winkin', Blinkin' and Nod volt, melyet az FM Records rögzített 1963-ban. 1964-ben Tim otthagyta a csapatot és az immáron két főből álló együttes összeverődött Zal Yanovskyval és Denny Dohertyvel. Ez a formáció sajnos csak nyolc hónapig volt együtt, ugyanis Cass kivételével mindenki elhagyta az együttest. Ezt követően fogott bele a szóló pályafutása újabb szakaszába.

## The Mamas & The Papas
Doherty nem tudta sokáig húzni a magányt, ezért a felbomlást követően hamar és ismételten összetársult Cass-szel, immáron The New Journeymen néven. Ezt a nevet azonban rendkívül hamar lecserélték a The Mamas & The Papas névre. Casst a nagy teste és az aranyszíve miatt mindenki csak mamának hívta. Egyszer egy TV-show-ban hallott egy beszélgetést Doherty és ott a műsorvezető Casst mamának szólította, majd megkérdezte, hogy hol van a papa. Erre aztán Doherty úgy döntött, hogy ő lesz a papa. Így kapta az együttes a nevét.
Cass szerelmes volt Dohertybe, ez a szerelem azonban nem tartott túl sokáig.
Együtt olyan nagyszerű dalokat énekeltek el, mint a Monday, Monday, a California Dreaming és a Words of Love. Cass egyedül énekelte a Dream a Little Dream of Me c. számot, amivel világsikereket értek el. Ez a szám még ma is rengeteg film betétdala.
Az együttes 1968-ban felbomlott, ugyanis Cass szólókarrierről áhítozott, de 1971-ben újra összeállt, noha csak egy évig. Pályafutások alatt az együttes összesen öt sorlemezt jelentett meg.

## Szólókarrier
1968-ban kiadta első szólólemezét a Dunhill Records jóvoltából, melynek címadódala a Dream a Little Dream of Me volt. Ez a lemez nagyon hamar bejárta az egész világot és az amerikai lemez-eladási-listákon rendkívül rövid idő alatt a 87. helyezést érte le. 1970-től kezdődően rendszeresen hívták különböző TV-műsorokba; a csatornák mondhatni versengtek érte.

## Az utolsó évek
1971-ben ismételten megházasodott; ezúttal Baron Donald von Wiedenman lett a férje, aki újságíróként dolgozott. Azonban a frigy röpke pár hónap után felbomlott.
1967. április 26-án megszülte leányát, akinek az Owen Vanessa Elliot nevet adta. Önszántából soha nem beszélt a nyilvánosságnak a gyermeke apjáról, de jó pár évvel a gyerek születése után egy apasági vizsgálat során Michelle Phillips kiderítette a biológiai apja kivoltát. Az apa Chuck Day (Charles Wayne Day) gitáros volt. Owen is énekesként nőtt fel és a Beach Boy Al Jardine együttes frontembere lett igen hamar.
1974-ben két telt házas koncertet adott a London Palladiumban. A második koncert után felhívta Michelle-t egy hatalmas ováció keretében, amikor még minden rendben volt és remekül érezte magát. Éjszaka azonban szívroham következtében elhunyt.
A halál okaként a rendőrség először ételmérgezést állapított, de ezt hamar szívelégtelenségre változtatták át. Cass halála után testvére, Leah Kunkel vette magához az akkor még csak hétéves Owent. Leah is énekes volt, a Coyote Sisters frontembere. 1997-ben a VH1-ben nyilatkozott a testvére haláláról.

## Zenei hatás
A halála után rengeteg neves énekes énekelte és énekli újra Cass dalait még a mai napig is. A Beautiful Thing nevet viselő brit romantikus dráma összes betétdala Cass-től származik, így állítván neki emléket. A Make Your Own Kind of Music c. nagy sikerű dala a Lost c. sorozat 2. és 3. évad valamennyi részének betétdala; az It's Getting Better pedig a 4. évad pár részének betétdala.

## Kiadott hanganyagok

### Szóló albumok
- 1968: Dream a Little Dream
- 1969: Bubblegum, Lemonade, And… Something for Mama
- 1969: Make Your Own Kind of Music
- 1971: Mama's Big Ones
- 1971: Dave Mason and Mama Cass
- 1972: Cass Elliot
- 1972: The Road Is No Place for a Lady
- 1973: Don't Call Me Mama Anymore

### Hatalmas sikereket elért dalai
- 1968: Dream a Little Dream of Me
- 1968: California Earthquake
- 1969: Move in a Little Closer, Baby
- 1969: It's Getting Better
- 1969: Make Your Own Kind of Music
- 1970: New World Coming
- 1970: A Song That Never Comes
- 1970: The Good Times Are Coming
- 1970: Don't Let the Good Life Pass You By